# قائمة نباضات الأشعة السينية
هذة قائمة جزئية لنباضات القدرة التراكمية أو نباضات الأشعة السينية، اعتبارًا من عام 1997.

## LMXB
| ثنائيات منخفضة الكتلة | فترة الدوران (ثانية) | الفترة المدارية (أيام) | المرافق (MK نوع)          |
| --------------------- | -------------------- | ---------------------- | ------------------------- |
| انفجار بولسار         | 0.467                | 11.8                   | غير معروف                 |
| 4U 1626-67            | 7.66                 | 0.0289                 | KZ TrA (قزم منخفض الكتلة) |
| 4U 1728-247 (GX 1+4)  | 120                  | غير معروف              | V2116 Oph (M6 III)        |

## IMXB
| ثنائيات متوسطة الكتلة  | فترة الدوران (ثانية) | الفترة المدارية (أيام) | (MK نوع)      |
| ---------------------- | -------------------- | ---------------------- | ------------- |
| Hercules X-1 (Her X-1) | 1.24                 | 1.7                    | HZ Her (A9-B) |

## HMXB
| ثنائيات عالية الكتلة   | فترة الدوران (ثانية) | الفترة المدارية (أيام) | المرافق (MK نوع)     |
| ---------------------- | -------------------- | ---------------------- | -------------------- |
| SMC X-1                | 0.717                | 3.89                   | Sk 160 (B0 I)        |
| إكس-3 قنطورس (Cen X-3) | 4.82                 | 2.09                   | إكس-3 قنطورس (O6-8f) |
| RX J0648.1-4419        | 13.2                 | 1.54                   | HD 49798 (O6p)       |
| LMC X-4                | 13.5                 | 1.41                   | Sk-Ph (O7 III-V)     |
| OAO 1657-415           | 37.7                 | 10.4                   | (B0-6 Iab)           |
| فيلا اكس-1             | 283                  | 8.96                   | فيلا اكس-1 (B0.5 Ib) |
| 1E 1145.1-6141         | 297                  | غير معروف              | V830 Cen (B2 Iae)    |
| 4U 1907+09             | 438                  | 8.38                   | (B I)                |
| 4U 1538-52             | 530                  | 3.73                   | QV Nor (B0 Iab)      |
| GX 301-2               | 681                  | 41.5                   | Way 977BI.5 Ia)      |

## BeXB
| أنظمة نجوم بي الثنائية العابرة | فترة الدوران (ثانية) | الفترة المدارية (أيام) | المرافق (MK نوع)       |
| ------------------------------ | -------------------- | ---------------------- | ---------------------- |
| A0538-67                       | 0.069                | 16.7                   | (B2 III-IVe)           |
| 4U 0115+63                     | 3.61                 | 24.3                   | V635 Cas (Be)          |
| V0332+53                       | 4.37                 | 34.2                   | BQ Cam (Be)            |
| 2S 1417-624                    | 17.6                 | 42.1                   | (OBe)                  |
| EXO 2030+375                   | 41.7                 | 46.0                   | (Be)                   |
| GRO J1008-57                   | 93.5                 | ~248                   | (Be)                   |
| A0535+26                       | 105                  | 110                    | HDE 245770 (09.7 IIe)  |
| GX 304-1                       | 272                  | 133(?)                 | V850 Cen (B2 Vne)      |
| 4U 1145-619                    | 292                  | 187                    | Hen 715 (BI Vne)       |
| A1118-616                      | 405                  | غير معروف              | He 3-640 (O9.5 III-Ve) |
| 4U 0352+309                    | 835                  | غير معروف              | X Per (O9 III-Ve)      |
| RX J0146.9+6121                | 1413                 | غير معروف              | LS I+61 235 (B5 IIIe)  |